# 247
Évszázadok: 2. század – 3. század – 4. század
Évtizedek: 190-es évek – 200-as évek – 210-es évek – 220-as évek – 230-as évek – 240-es évek – 250-es évek – 260-as évek – 270-es évek – 280-as évek – 290-es évek
Évek: 242 – 243 – 244 – 245 –  246 – 247 – 248 – 249 – 250 – 251 – 252

## Események

### Római Birodalom
- Philippus Arabs császárt és 10 éves fiát, Marcus Iulius Severus Philippus Caesart választják consulnak.
- Miután legyőzte a carpusokat, Philippus Arabs visszatér Rómába, hogy megszervezze a város ezeréves fennállásának ünnepségeit.
- Philippus Arabs augustusi címet adományoz Philippus fiának, formálisan társuralkodóvá véve őt maga mellé.

### Kelet-Ázsia
- A kínai Vej régense, Cao Suang kiszorítja ellenfeleit a kormányzatból és gyakorlatilag átveszi az ország irányítását. Régenstársa, Sze-ma Ji, a híres hadvezér egészségi állapotára hivatkozva visszavonul.
- Himiko, Jamatai sámánkirálynője hadat visel Himikuko, Kuna királya ellen.
- Meghal Csobun, a koreai Silla királya. Utóda öccse, Cshomhe.

## Halálozások
- Csobun, sillai király

## Fordítás
- Ez a szócikk részben vagy egészben  a(z)   247 című angol Wikipédia-szócikk ezen változatának fordításán alapul.  Az eredeti cikk szerkesztőit annak laptörténete sorolja fel. Ez a jelzés csupán a megfogalmazás eredetét és a szerzői jogokat jelzi, nem szolgál a cikkben szereplő információk forrásmegjelöléseként.